# Second Life
Second Life è un mondo virtuale (MUVE) online lanciato il 23 giugno 2003 dalla società statunitense Linden Lab a seguito di un'idea del fondatore di quest'ultima, il fisico Philip Rosedale. Si tratta di una piattaforma informatica nel settore dei nuovi media che integra strumenti di comunicazione sincroni ed asincroni e trova applicazione in molteplici campi della creatività: intrattenimento, arte, formazione, musica, cinema, giochi di ruolo, architettura, programmazione, impresa, solo per citarne alcuni.
Raggiunto il picco nel 2013 di un milione di utenti regolari, la crescita di utenti attivi si stabilizzò e nel 2017 diminuì tra gli 800 000 e i 900 000.

## Caratteristiche
Gli utenti, detti residenti, accedono al mondo virtuale attraverso un avatar tridimensionale. Nel rispetto dei termini di servizio (Terms of Service), essi sono liberi di fare qualunque cosa, ad esempio:
- esplorare il mondo virtuale, che è composto da migliaia di regioni organizzate in grid;
- teletrasportarsi, cioè trasferirsi istantaneamente, da un punto all'altro della mappa;
- socializzare: incontrare altri residenti e chattare sia pubblicamente che privatamente;
- partecipare ad attività, sia di gruppo che individuali, di vario genere: concerti, raduni, corsi e lezioni, creazione di contenuti digitali, mostre, feste ecc.;
- comunicare facoltativamente anche a voce (voice chat);
- scattare fotografie e girare filmati machinima;
- creare e/o scambiare beni o servizi virtuali con gli altri residenti;
- utilizzare la valuta virtuale Linden Dollar, che può essere cambiata in dollari reali e di conseguenza anche in euro, dando vita a un'economia virtuale interna e a specifici modelli di business;
- molto altro ancora, dando libero sfogo alla propria immaginazione e creatività (da cui il motto di Second Life: your world, your imagination).

Queste caratteristiche rendono Second Life differente dai videogiochi, in cui è invece necessario perseguire un obiettivo prestabilito al fine di concludere il gioco o avanzare all'interno dello stesso. Inoltre, Second Life si distingue da altri ambienti o giochi multiutente 3D perché il contenuto dell'intero mondo virtuale viene generato dai residenti. Nel marzo 2006, parlando a Google TechTalks, Rosedale ha affermato: "Quindi, non lo consideriamo un gioco. Lo consideriamo una piattaforma". La presenza all'interno del mondo virtuale appare dunque come reale, e la collaborazione e gli scambi tra esseri umani si esercitano attraverso la mediazione figurata degli avatar. Pertanto, all'interno di Second Life sono nate numerose subculture, oggetto di studi nei campi della sociologia e delle scienze della comunicazione come modello virtuale di interazione umana.
Gli strumenti che i residenti hanno a disposizione per aggiungere i propri contenuti digitali nel mondo virtuale permettono di creare: oggetti di qualunque genere e dimensione, avatar, località e paesaggi, materiale audiovisivo. È facoltà dei creatori cedere o vendere le creazioni attraverso i Linden Dollar.
Il client include uno strumento elementare di modellazione 3D che consente ai residenti di creare oggetti virtuali di qualunque genere attraverso l'utilizzo di solidi geometrici elementari, detti prim (primitive). In realtà, la costruzione degli oggetti più complessi e attraenti avviene di solito utilizzando software esterni per la modellazione 3D professionale (Autodesk Maya, 3D Studio Max, Blender ecc.) che permettono la creazione di mesh poligonali, oppure delle sculpted prims (anche dette sculpties), meno sofisticate delle mesh. Per le texture, si ricorre tipicamente a Adobe Photoshop o GIMP. Anche le animazioni e i suoni vengono creati ed importati utilizzando software esterni. Inoltre, il Linden Scripting Language (LSL) è un linguaggio di programmazione procedurale che viene utilizzato per fornire un comportamento agli oggetti, cioè renderli interattivi, attraverso l'inserimento di uno o più script.
Le condizioni d'uso di Second Life consentono agli utenti di mantenere il copyright dei contenuti digitali creati, che tuttavia possono essere riutilizzati da Linden Lab sulla base di una modifica contrattuale apportata nel 2013. Sia il viewer che il server forniscono semplici funzioni di digital rights management (DRM).
In aggiunta al software ufficiale, nel corso degli anni sono stati sviluppati client alternativi di terze parti (third-party viewers) che, nel rispetto della licenza GPL del client ufficiale, ne espandono o modificano le funzionalità.
L'iscrizione e la partecipazione sono gratuite. Esiste anche la possibilità di sottoscrivere un abbonamento premium per diventare possessori di terreni nella Mainland, cioè nei continenti gestiti direttamente dalla Linden Lab. Invece, l'abbonamento non è necessario per affittare terreni gestiti da privati, o per diventare proprietari di intere regioni private (da chiedere in affitto alla Linden Lab separatamente).

## Aspetti tecnici
Al marzo 2007 il mondo di Second Life girava su più di 2000 server basati su processori Intel o AMD. I server utilizzano come sistema operativo la distribuzione Linux Debian e come database per i dati MySQL. Sempre a marzo 2007 i dati creati dagli utenti ammontavano a 34 terabyte.
L'architettura è di tipo client-server con un protocollo di comunicazione pubblicamente documentato. Il client è stato distribuito dalla Linden Lab con licenza GPL a partire dal gennaio 2007, mentre il server, che funge da simulatore (simulator, o più brevemente sim) è riservato ad uso interno di Linden Lab e non è mai diventato pubblico. Tuttavia, esiste un server alternativo open source chiamato Opensimulator che implementa il protocollo Second Life ed è liberamente scaricabile. Inoltre, le libsecondlife sono un insieme di API, anch'esse open source, utilizzabili da applicazioni scritte in C#/.NET per interfacciarsi a Second Life.
Da agosto 2007 è stata introdotta la possibilità di comunicare attraverso la voce; è quindi possibile, sentire e parlare con gli altri avatar del metaverso.
Da dicembre 2007 è stato integrato nel componente Client il software Windlight, che consente un rendering degli oggetti grafici più realistico oltre ad una gestione di condizioni atmosferiche che rendono i dettagli grafici parte integrante dell'esperienza immersiva.
Da marzo 2008 è stato aggiornato il Simulator integrando il motore di gestione degli oggetti fisici Havok versione 4: tale aggiornamento rende le collisioni e gli spostamenti degli oggetti di tipo "fisico" molto più realistici.
Il 9 luglio 2008 è avvenuto il primo passo verso l'interoperabilità fra metaversi. IBM e Linden Lab sono riusciti a teletrasportare degli avatar dal Second Life Preview Grid a un mondo virtuale su OpenSim.
Nel 2015, Second Life contava 900.000 utenti attivi ogni mese.

## Linden Dollar
Il Linden Dollar (L$), italianizzato dollaro Linden o Linden dollaro, è la valuta virtuale utilizzata come moneta di scambio nell'economia di Second Life. Essa può essere utilizzata per acquistare o vendere beni e servizi, oppure per essere regalata ad altri residenti. Viene emessa da Linden Lab, che nella piattaforma LindeX stabilisce giornalmente il tasso di cambio ufficiale con il dollaro USA. LindeX funge anche da piattaforma di compravendita dei Linden dollari. Lo stesso servizio di compravendita può essere offerto anche da altri siti indipendenti. Tuttavia, in questo caso, prima di acquistare o vendere è opportuno verificare l'esistenza dell'apposita autorizzazione Linden Lab, onde evitare di incorrere in truffe e in sanzioni da parte della Linden per compravendita illegale di Linden Dollar.
Il tasso di cambio varia giornalmente in base al rapporto tra domanda e offerta. Tipicamente, è compreso nell'intervallo che va da 200 a 400 Linden dollari per 1 dollaro USA.

## L'istruzione in Second Life
Molte università ed aziende hanno usato Second Life con obiettivi educativi e formativi, incluse le Università di Harvard e di Oxford e le italiane Università degli studi di Salerno, Università di Torino, della Calabria, di Bergamo, di Milano, di Urbino, di Teramo, di Perugia ed e-Campus. Infatti, istituzioni realmente esistenti ed operanti, oppure nate spontaneamente nel mondo virtuale, utilizzano Second Life come ambiente di apprendimento e di sperimentazione.
Second Life viene anche usato per l'apprendimento di lingue straniere. Gli insegnanti di lingua hanno iniziato a usare questo mondo virtuale come strumento per l'insegnamento linguistico, ad esempio il British Council per la lingua inglese e l'Instituto Cervantes per la lingua spagnola.
Si veda il Wiki di Second Life per una lista ufficiale di progetti educativi, incluse alcune scuole di lingua.
Nel settembre 2009, al workshop internazionale su Multimedia in Physics Teaching and Learning viene presentata da italiani una relazione su Sloodle, il progetto di software didattico opensource per l'apprendimento e l'insegnamento in Second Life. Nello stesso congresso viene presentato il progetto itinerante di divulgazione e popolarizzazione della scienza Scienza on the road.

## Iniziative legate al mondo reale
- Il videoclip Bruci la città di Irene Grandi è stato girato quasi interamente in Second Life.
- Il videoclip Second Life di Paola & Chiara è ambientato in Second Life.
- Antonio Di Pietro è stato il primo ministro italiano ad aprire una conferenza politica e a comprare un'isola nel mondo virtuale, ma il velleitario e ampio progetto venne rapidamente abbandonato.[17]
- Il 15 maggio del 2007 inizia le pubblicazioni in Second Life e sul web 2L Italia World, la prima rivista italiana dedicata al mondo virtuale di Linden Lab.[18] Dal 15 ottobre 2007 all'ottobre 2008 la testata, con il nome di 2L Italia, è edita da Maggioli Editore di Rimini.[19] Sulle pagine della rivista oltre a saggi, cronache da Second Life e iniziative legate al mondo reale[20], anche interviste su Second Life e i mondi virtuali con Derrick de Kerckhove, Zygmunt Bauman, Antonio Spadaro, Giovanni Boccia Artieri, Henry Jenkins, Howard Rheingold e altri.[21][22]
- Il 27 settembre 2007 è stato organizzato lo sciopero degli avatar dei lavoratori IBM, da parte di una task force internazionale coordinata da UNI Global Union e dalla Rappresentanza Sindacale Unitaria IBM di Vimercate. È stata la prima manifestazione di sciopero su Second Life. 2000 avatar hanno partecipato alla protesta da 30 paesi per 12 ore, presidiando le sim di IBM. L'iniziativa ha avuto un enorme effetto mediatico in tutto il mondo ed ha avuto conseguenze sulla vita reale.[23][24]
- Il 28 settembre 2007, durante il "18º Congresso di Chirurgia dell'apparato digerente" viene trasmessa nel mondo virtuale la prima operazione chirurgica di ernia inguinale eseguita con Ultrapro Plug.[25]
- Nel 2007, la XVI edizione del Film Festival Internazionale Visionaria fu caratterizzata da una versione parallela dell'evento sulla piattaforma Second Life, a cura di Roberto Dini, e dalla collaborazione con il Festival della creatività di Firenze, che si svolgeva in contemporanea a Piombino. Probabilmente è stato il primo festival di cinema al mondo a svolgersi parallelamente sia dal vivo che su Second Life. L'evento fu ripetuto anche nel 2008, questa volta in una delle "isole virtuali" della Regione Toscana con la riproduzione della Piazza Bovio di Piombino[26].